# Sun Peng
Sun Peng (Liaoning, 19 de outubro de 1983) é um tenista profissional chinês.

## Olimpíadas 2008
Sun Peng, perdeu na primeira rodada em simples para o chileno Fernando González.